# Fernando Marçal
Fernando Marçal de Oliveira (San Paolo, 19 febbraio 1989) è un calciatore brasiliano, difensore del Botafogo.

## Caratteristiche tecniche
Gioca come terzino sinistro.

## Carriera
Marçal ha esordito contro il Santos, nella sconfitta per 2-0 del 20 luglio 2022, partita valida per il campionato brasiliano.
Il primo gol con la maglia del Botafogo risale alla vittoria per 3-1 contro il Fortaleza, all'Arena Castelão, nel campionato brasiliano.
Il 20 aprile 2024, il Botafogo ha annunciato un altro infortunio al polpaccio destro di Marçal. In un comunicato, il club ha fornito una previsione di rendimento minima di quattro settimane.

## Palmarès

### Competizioni internazionali
- Coppa Libertadores: 1

Botafogo: 2024

### Competizioni nazionali
- Campionato brasiliano: 1

Botafogo: 2024